# Чыонгшон

физическая карта гор Чыонгшон

Чыонгшо́н — горы, хребет (лаос. ພູຫລວງ, вьет. Dãy núi Trường Sơn), или Анна́мские го́ры (Аннам — горная цепь, расположенная в восточном Индокитае.
Протянулись вдоль восточной окраины полуострова Индокитай, через Лаос, Вьетнам, а также небольшой участок на северо-востоке Камбоджи. Длина составляет около 1300 км, ширина до 300 км.
Самая высокая точка находится на территории Лаоса — гора Биа, 2820 м. Самая высокая точка на территории Вьетнама — гора Нгоклинь (вьет. Ngọc Linh) — имеет высоту 2598 м и расположена в центральной части Вьетнама, в провинции Контум.
Северная часть сложена каменноугольными и пермскими песчаниками и известняками, южная представляет собой остаток древнекристаллического массива с покровами четвертичных базальтов.